# Ugrin Gábor
Ugrin Gábor (Gyula, 1932. március 13. – Budapest, 2013. június 21.) magyar énektanár, az Ifjú Zenebarátok Kórusának alapító karnagya, a Liszt Ferenc Zeneművészeti Egyetem és a Bartók Béla Zeneművészeti Szakközépiskola tanára.

## Élete
Tizennyolc éves korában, 1950-ben a MÁVAG Mozdony- és Gépgyár vasesztergályosaként kezdett dolgozni. 1952 és ’55 között az Apáczai Csere János Pedagógiai Főiskolán szerzett ének–zene tanári oklevelet. Tanulmányait a Zeneakadémia karvezetés szakán folytatta, ahol Vásárhelyi Zoltán növendékeként 1959-ben végzett.
Több budapesti iskolában tanított: 1954-től azt V. kerületi Szemere utcai fiúiskolában, majd azzal párhuzamosan 1960-tól az akkor még a leányokat nevelő Veres Pálné Gimnáziumban (VPG) énektanár és kóruskarnagy. Az 1966-tól már vegyeskarként vezetett  VPG "Berlini" kórus számos országos díjat nyert vezetésével. 1970-ben a londoni BBC Let the People Sing kórusverseny győztese. 1969-től a budapesti Bartók Béla Zeneművészeti Szakközépiskola tanára, 1985-től nyugdíjba vonulásáig a Liszt Ferenc Zeneművészeti Főiskola docense, szolfézs és zeneelmélet tanára.
Pályafutása során számos énekkart vezetett (Csepeli Munkás Kórus, Tatabányai Bányász Vegyeskar, Állami Énekkar, Fővárosi Énekkar). 1965-től haláláig az Ifjú Zenebarátok Kórusának a "Jeunesses"-nek karnagya. 1978-tól a Magyar Kodály Társaság elnökségi tagja.
Munkásságát kilenc gimnáziumi tankönyv és kórusainak sok hanglemeze fémjelzi.

## Díjai, elismerései
- 1974 – Szocialista Kultúráért
- 1975 – Liszt Ferenc-díj
- 1985 – a Fővárosi Tanács Művészeti Díja
- 1985 – Munka Érdemrend
- 1998 – Kodály Zoltán-díj
- 2001 – Bartók Béla–Pásztory Ditta-díj
- 2002 – A Magyar Érdemrend parancsnoki keresztje
- KÓTA díj (posztumusz)

## A Hungaroton által kiadott lemezek, CD-k
Az Ifjú Zenebarátok Kórus önálló felvételei:  
- Palestrina: Missa de Beata Vergine 1979.
- Liszt Ferenc: Motetták VII 1983.
- Bárdos Lajos: Motetták 1984.
- Kodály kiadatlan kórusművei 1988.
- Bárdos Lajos-művek – válogatás 2001.

## Külső hivatkozások
- „Mindenki egyért, egy mindenkiért”  Késői beszélgetés Ugrin Gáborral (Dr Fehér Anikó) http://www.parlando.hu/2013/2013-4/Bucsuk/2013-4-26-Ugrin.htm
- Koncerttel ünnepel Ugrin Gábor: https://web.archive.org/web/20130912165327/http://fidelio.hu/edu_art/ajanlo/koncerttel_unnepel_ugrin_gabor
- Zeneszó. 1992: 5. sz., 6. sz. Ugrin Gábor: "Első az egyenlők között." /1-2. r./ [Riporter:] Benő Gergely
- Így vallanak róla tanítványai: http://thaler.hu/berlini50/
- Emlékhangverseny: https://web.archive.org/web/20140414135950/http://zeneakademia.hu/klasszikus/-/program/verdi-requiem-8211-ugrin-gabor-emlekere-20140206-1930
- „Nem a hangunkkal, hanem az életünkkel tanított meg énekelni” – Emléktáblát avattak Ugrin Gábor emlékére Archiválva 2018. szeptember 7-i dátummal a Wayback Machine-ben (2016)